# Giovanni Francesco Guidi di Bagno
Giovanni Francesco Guidi di Bagno (né en 1578 à Florence, alors capitale du Grand-duché de Toscane et mort à Rome le 24 juillet 1641) est un cardinal italien du XVIIe siècle. Il est le frère du cardinal Nicolò Guidi di Bagno (1657) et le neveu du cardinal Girolamo Colonna (1627).

## Biographie
Giovanni Francesco Guidi di Bagno étudie à l'université de Parme et à celle de Bologne. Il est notamment référendaire au tribunal suprême de la Signature apostolique et vice-légat dans les Marches et à Fermo, gouverneur d'Orvieto, de Fano et de Campagne et Maritime et vice-légat à Avignon de 1614 à 1621. En 1614 il est élu archevêque titulaire de Patras. Mgr Guidi di Bagno est nonce extraordinaire et nonce apostolique en France et en Flandre. En 1627 il est transféré au diocèse de Cervia.
Il est créé cardinal in pectore par le pape Urbain VIII lors du consistoire du 30 août 1627. Sa création est publiée le 19 novembre 1629. Le cardinal Guidi di Bagno est transféré à Rieti en 1635. Il est beaucoup apprécié par le philosophe René Descartes.

## Succession apostolique
Giovanni Francesco Guidi di Bagno a ordonné les évêques suivants :
- Archevêque Charles de Montchal (1628)